# 喙果瑞香
喙果瑞香（学名：Daphne rhynchocarpa）为瑞香科瑞香属下的一个种。

## 扩展阅读
- 維基物種上的相關：喙果瑞香